# Mithat Bayrak
Mithat Bayrak (ur. 3 marca 1929 w Adapazarı, zm. 20 kwietnia 2014 w Dortmundzie) – turecki zapaśnik. Dwukrotny medalista olimpijski.
Walczył w stylu klasycznym, w kategorii półśredniej (do 73 kg). Brał udział w trzech igrzyskach (IO 56, IO 60, IO 64), na dwóch zdobywał złote medale. Triumfował w 1956 i 1960. Poza tym nie odnosił sukcesów w zawodach najwyższej rangi, choć ma w dorobku medale igrzysk śródziemnomorskich (srebro w 1959) i innych turniejów.